# Laparoscopia

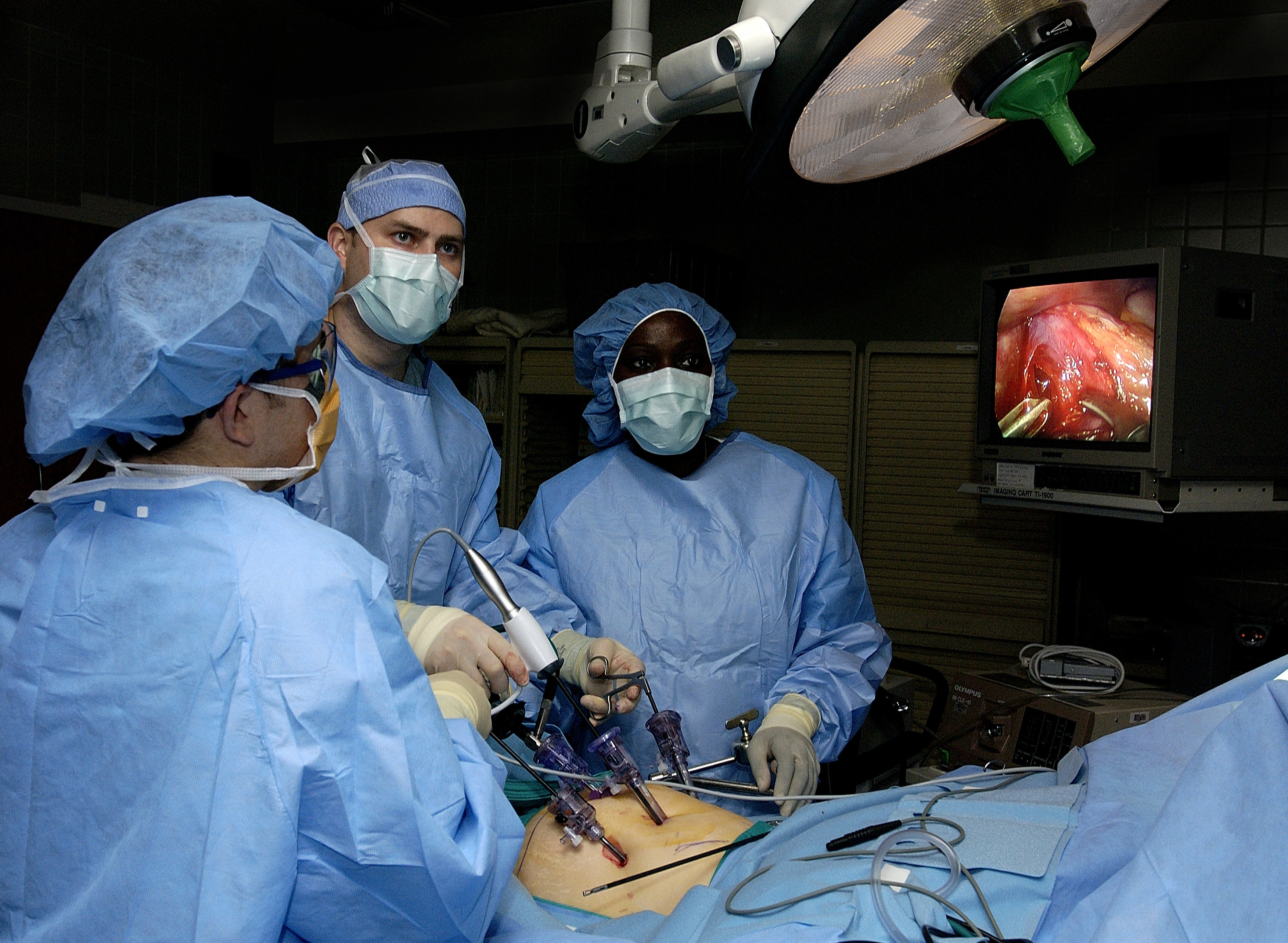
Cirugía laparoscópica

La laparoscopia o laparoscopía es una técnica quirúrgica de uso frecuente que permite la visión de la cavidad pélvica-abdominal con la ayuda de una lente óptica. A través de una fibra óptica, por un lado se transmite la luz para iluminar la cavidad, mientras que se observan las imágenes del interior con una cámara conectada a la misma lente.
El mismo método permite intervenciones quirúrgicas, por lo que también se considera un sistema de cirugía de invasión mínima cuyo objetivo es curar o corregir enfermedades. El aparato utilizado se llama torre de laparoscopía y entra en el cuerpo a través de una pequeña incisión (habitualmente entre 0,5 y 1,5 centímetros).

## Historia
Aunque es difícil dar crédito a un solo individuo por ser pionero en el abordaje laparoscópico, se puede concluir que sería en 1901 cuando Georg Kelling, de Dresde, Alemania, realizó el primer procedimiento laparoscópico en perros. Habría que esperar hasta 1910 para que Hans Christian Jacobaeus, de Suecia, realizara la primera operación laparoscópica en seres humanos.
En 1975, J. C. Tarasconi, del Departamento de Ginecología y Obstetricia de la Facultad de Medicina de la Universidad de Passo Fundo (Río Grande del Sur, Brasil), inició su experimento con resección de órganos pélvicos por laparoscopia (salpingectomía), que se describió por vez primera en el tercer congreso de la Asociación Estadounidense de Laparoscopistas  Ginecológicos (AAGL, siglas en inglés de American Association of Gynecologic Laparoscopist), realizado en Atlanta (Georgia), en noviembre de 1976. Esta nueva técnica quirúrgica laparoscópica se publicó posteriormente, en 1981, en una revista médica estadounidense. Este fue el primer relato registrado en la literatura médica acerca de una salpingectomía laparoscópica.

## Indicaciones

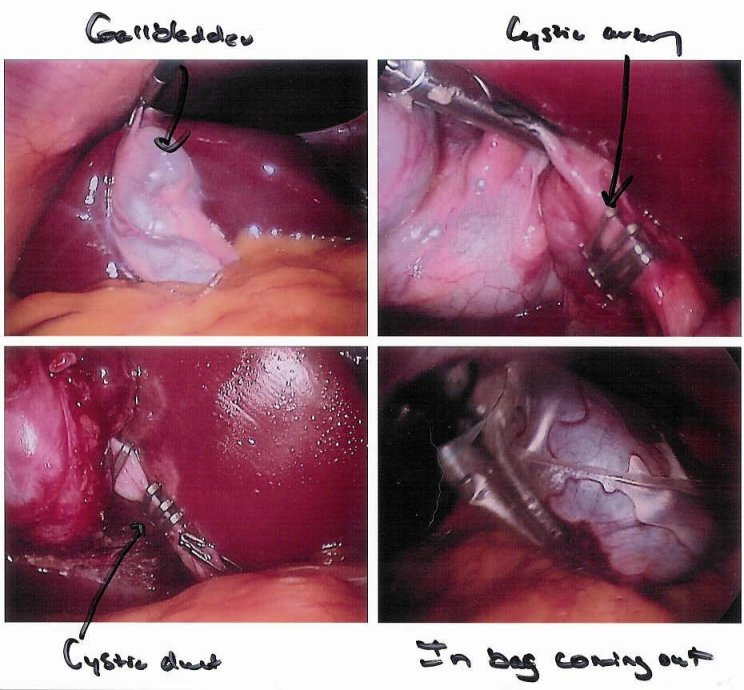
Colecistectomía vista a través de una laparoscopia.

Prácticamente cualquier cirugía abdominal y pélvica puede ser realizada a través de esta técnica, entre algunas de ellas tenemos colecistectomías, cistectomías, apendicectomías, resecciones intestinales, esterilizaciones quirúrgicas y pancreatectomías, todo esto se puede hacer usando el ombligo como vía de entrada para el cable.
Entre algunas ventajas de la cirugía laparoscópica respecto a la cirugía abierta tradicional se encuentran el menor tamaño de la incisión con el consecuente mejor efecto estético, el menor dolor postoperatorio y en líneas generales una recuperación más rápida del paciente y menor estancia hospitalaria.
Para la práctica de estas técnicas el cirujano a cargo debe tener una buena experiencia con el uso de la laparoscopia y una sólida formación puesto que aunque es muy parecido, no es exactamente igual a hacer las diferentes operaciones directamente con las manos.
Uno de los últimos logros de la laparoscopía ha sido su uso en cistectomía radical, una alternativa a la cirugía abierta para aquellos pacientes que presentan un tumor de vejiga avanzado.
Recientemente han surgido variantes menos invasivas en cirugía laparoscópica, cirugía laparoscópica con un enfoque estético que además son prácticamente indoloras en el posoperatorio.

## Técnica
Luego  del embrocado y colocación de campos según técnica elegida, se lleva a cabo el neumoperitoneo con la Aguja de Veress, conectada a la tubuladura de silicona específica del insuflador automático; parte del equipamiento para laparoscopia. Una vez introducida en cavidad y con un testeo positivo de permeabilización de la vía, se inicia la insuflación del abdomen con CO2 hasta alcanzar la distensión deseada de la pared, retirando, por último, la Aguja de Veress para ingresar las diferentes vías de trabajo.

A través de una o más incisiones son introducidos trocares y cánulas; la punta del trocar (el mandril o punzón) se retira y la cánula queda en la incisión para proporcionar la vía de acceso para el instrumental que se usará en la operación. Se introduce el sistema de óptico para visualizar el lecho operatorio.

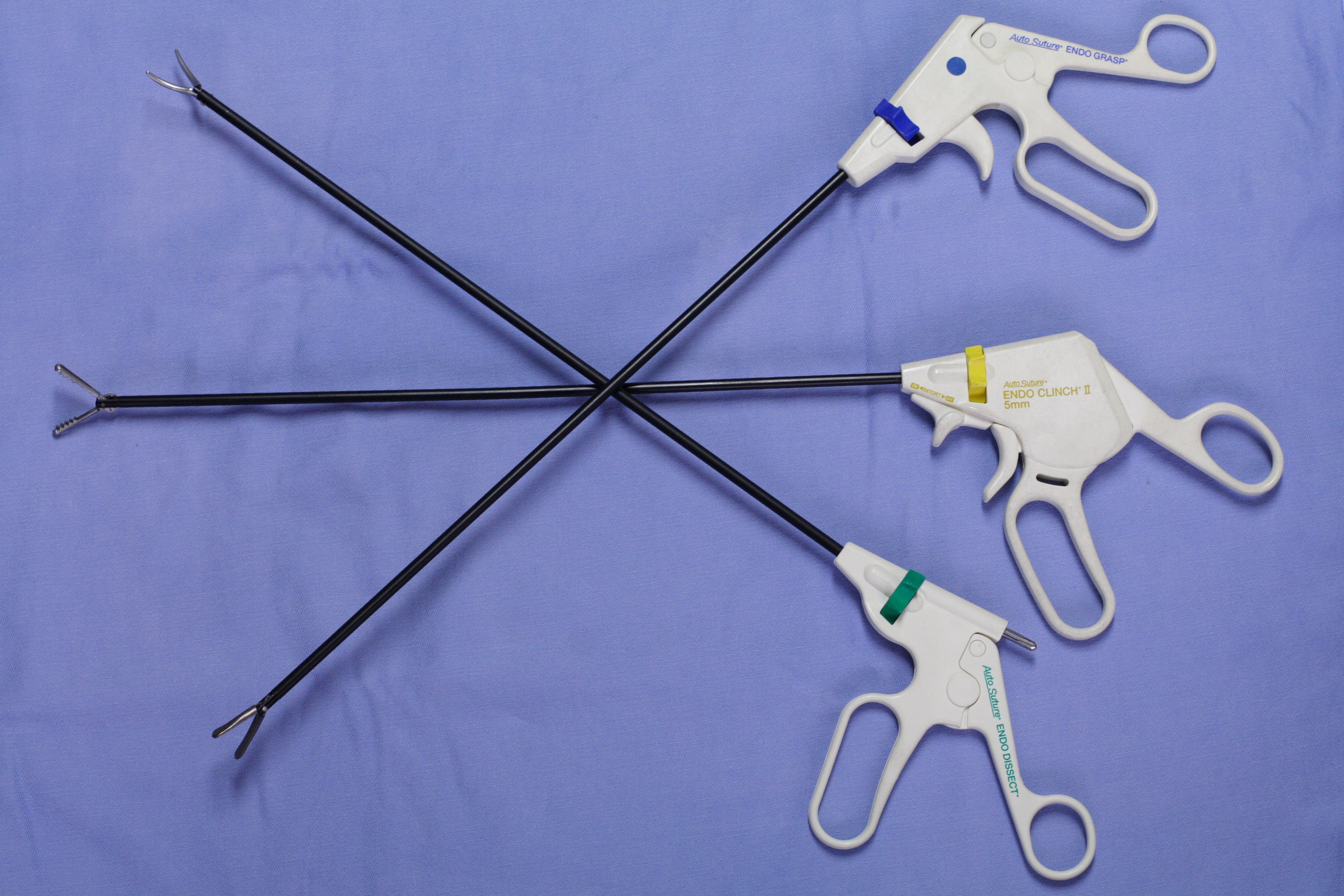
Instrumental laparoscópico.

La cirugía laparoscópica asistida por video ha modificado técnicas quirúrgicas fundamentales: el cirujano debe realizar intervenciones y demostrar habilidades quirúrgicas en el área tridimensional a través de la imagen bidimensional que se proyecta en la pantalla de un monitor. Asimismo el operador debe manipular y tener “sensación” de los tejidos a una distancia mayor de 30 cm a través de distintos instrumentos, en vez de utilizar sus manos, ello significa que los cirujanos deben desarrollar un sentido de coordinación “vista-tacto” basado en la imagen proyectada en video.
El equipo laparoscópico consta de los siguientes componentes de uso básico: telescopios, fuentes de luz, imagen y vídeo (cámaras, monitor, procesador de video, videograbadora), insufladores, trocares,  cánulas de aspiración/irrigación, equipo para electrocirugía, instrumental quirúrgico (sujeción, disección, retracción, tijeras, porta agujas, aplicadores de grapas, engrapadoras, otros). Así como una serie de elementos adicionales de diseño específico: ultrasonido y doppler laparoscópico, fuentes de energía (para electrocauterio y láser), litotriptores, morciladores y bisturí armónico.
Entre los procedimientos que pueden realizarse con este método están la laparoscopia abdominal, la mediastínopatia, la pelviscopia o laparoscopia pelviana, la toracoscopia, la artroscopia. Ciertos procedimientos no requieren una incisión porque el instrumento óptico se introduce a través de un orificio natural. Estos procedimientos son broncoscopia, fibrocolonoscopia, cistoscopia, esofagoscopia, fibrogastroscopía, esofagogastroduodenoscopia, histeroscopia, laringoscopia y cirugía endoscópica urológica.
Los beneficios de la cirugía mínimamente invasiva sobre las técnicas a cielo abierto incluyen menor dolor posoperatorio, una recuperación más rápida y una reducción de la incapacidad.
Existen procedimientos como la colecistectomía, donde el beneficio quirúrgico no justifica grandes incisiones, pero hay otros como la operación de Whipple (pancreatoduodenectomía), donde una incisión grande es irrelevante, respecto al procedimiento en sí, cuando menos en la actualidad.
Una CirLap electiva puede y debe convertirse en abierta cuando el tiempo recomendado y los hallazgos dificulten su realización (y persistir ponga en peligro al paciente, por sangrado, lesión de otros órganos, etc.); y es universalmente considerado que la conversión no se considera un fracaso, sino una aplicación del criterio de seguridad, ante lo que no se debe vacilar en tomar la decisión.
Otra situación ocurre cuando en la hernioplastía inguinal el tamaño de la incisión estándar y la habitual pericia del cirujano, son superiores al costo que representa la técnica laparoscópica y su implementación, que es muy alto respecto a la cirugía abierta tradicional, y sólo se reserva ésta para las situaciones de recidiva recurrente, o que la mínima comodidad extra sea pagada por un seguro médico.

## Complicaciones
Que el puerto de acceso sea pequeño no quiere decir que esté exenta de riesgos, ya que se tiene acceso a órganos vitales que pueden ser dañados. Esta incisión se utiliza durante un corto período, al final del procedimiento, disminuyendo así el riesgo de infección de la herida, el dolor postoperatorio y las lesiones musculares de la pared abdominal. Esto hace que el postoperatorio sea menos doloroso, los pacientes requieran menos analgésicos y se movilicen antes.